# Giuseppe Iadisernia
Giuseppe Iadisernia (* 1957 in Italien) ist ein venezolanischer Pferdetrainer und Pokerspieler.

## Persönliches
Iadisernia zog als Sechsjähriger mit seiner Familie von Italien in die venezolanische Hauptstadt Caracas. Dort arbeitete er in einer Wäscherei und half im Elektrobetrieb seiner Eltern aus. Schon damals beschäftige er sich mit Rennpferden in Venezuela und Puerto Rico. Ab dem Jahr 2007 fokussierte er sich auf dieses Geschäft und eröffnete einen Stall in Hallandale Beach im US-Bundesstaat Florida, wo er bis heute lebt. 2008 hatte er rund 40 Pferde in seinem Besitz.

## Pokerkarriere
Iadisernia nimmt seit 2011 gelegentlich an renommierten Live-Pokerturnieren teil. Er spielt fast ausschließlich High-Roller-Events, d. h. Turniere mit Buy-ins von umgerechnet mindestens 10.000 US-Dollar.
Im Juli 2011 war Iadisernia erstmals bei der World Series of Poker im Rio All-Suite Hotel and Casino am Las Vegas Strip erfolgreich und kam beim Main Event in die Geldränge. Mitte November 2018 gewann er das Super High Roller der partypoker Caribbean Poker Party in Nassau auf den Bahamas und sicherte sich eine Siegprämie von 845.000 US-Dollar. Im Dezember 2019 belegte er beim High Roller des Five Diamond World Poker Classic im Hotel Bellagio am Las Vegas Strip den mit knapp 280.000 US-Dollar dotierten zweiten Platz. Ebenfalls im Bellagio entschied der Venezolaner Anfang Dezember 2021 ein High Roller mit einem Hauptpreis von knapp 150.000 US-Dollar für sich.
Insgesamt hat sich Iadisernia mit Poker bei Live-Turnieren knapp 2,5 Millionen US-Dollar erspielt und ist damit nach Iván Freitez-Rosales der zweiterfolgreichste venezolanische Pokerspieler.